# Propleopus
Propleopus war eine Känguru-Gattung, die im Pliozän und Pleistozän in Australien vorkam und zur ausgestorbenen Megafauna des Kontinents zählt. Der nächste lebende Verwandte ist das Moschusrattenkänguru. Propleopus war mit etwa 70 kg allerdings deutlich schwerer. Es war im Gegensatz zu den meisten heutigen Kängurus vermutlich ein Allesfresser. Darauf deutet die besondere Morphologie der Zähne hin. Ob die Tiere auch in der Lage waren, etwas größere Tiere zu erlegen, ist umstritten.
Zwei Arten sind bekannt, Propleopus oscillans aus dem Pleistozän und Propleopus chillagoensis, das ebenfalls im Pleistozän, aber auch im Pliozän vorkam.
Propleopus oscillans überlebte bis zum Ende des Pleistozän und ist von Fundstätten am Lake Menindee bekannt, deren Ablagerungen auf rund 55.000 Jahre datiert werden. Es war damit vermutlich ein Opfer der Quartären Aussterbewelle, der ein Großteil der australischen Megafauna vor rund 50.000 Jahren erlag.